# Renato Polese
Renato Polese (Roma, 27 de abril de 1924 - Scandriglia, Rieti, 9 de mayo de 2014) fue un dibujante italiano.

## Biografía
Comenzó a trabajar como dibujante profesional en la inmediata posguerra, colaborando con la revista de historietas Il Vittorioso y produciendo también cómics para el mercado británico. En 1967 comenzó a colaborar con Editoriale Cepim, la actual Sergio Bonelli Editore, dibujando algunos episodios de la serie de cómics Historia del Oeste.
En la década de 1970 añadió a esta colaboración la realizada con Il Giornalino de Edizioni Paoline para la que produjo varias series como Babe Ford, Pony Express, Mister Charade, Sherif o Gli angeli del West, así como algunas reducciones de las novelas de Julio Verne escritas por Raoul Traverso. Para Edizioni CEPIM publicó en 1977 el volumen L'uomo di Pechino, de la serie Un uomo un'avventura, y algunos números de la Collana Rodeo de 1977 a 1978.
En la década de 1980, para Editoriale Daim Press, que más tarde se convertiría en Sergio Bonelli Editore, produjo algunos números de las series Bella & Bronco, Zagor y Nick Raider.
¡En la década de 1990 continuó su colaboración con Il Giornalino, para el que creó series e historias sueltas como Amadeus!, Moby Dick, PGF-Pier Giorgio Frassati, Il fantasma di Canterville, Cheyenne, La figlia del capitano, Pony Express, Mister Charade, Mitty, Ronin, Susanna.
Para Bonelli creó historias para las series Mister No, Zagor y Ken Parker. En particular, en 1991 dibujó Caccia al lupo, un episodio de Zagor escrito por Ade Capone y publicado en el número 316 de la serie regular, mientras que para Mister No dibujó los números 277 y 278.
En 2006 volvió a publicar para Bonelli el volumen Il legionario, escrito por Stefano Piani y, con motivo de las celebraciones del cuadragésimo aniversario de Il Comandante Mark del trío "EsseGesse", ilustró las historias La sciarada del morto sobre textos de Massimiliano Valentini y Un uomo in fuga sobre textos de Massimiliano Valentini y Davide Rigamonti, publicadas en los números 43 y 71 de Mark editado por IF Edizioni.

## Volúmenes
- Viaggio al centro della Terra, 1992
- 20.000 leghe sotto i mari, 1992